# Ель-Джемаїлія
Ель-Джемаїлія (араб. الجميلية, трансліт. Al Jumaylīyah) — місто в муніципалітеті Ель-Шаханія, Катар. Раніше він був центром муніципалітету Ель-Джемаїлія, до його включення у муніципалітет Ель-Раян у 2004 році. У 2014 році місто було включено до новоствореного муніципалітету Ель-Шаханія. Місто розташоване приблизно в 30 км на північний захід від виїзду Ель-Шаханія з шосе Духан. Його було призначено окружним центром муніципалітету Аль-Шаханія, що означає, що він розбудовується для задоволення потреб сусідніх громад, таких як Ель-Сувайглія.

## Назва
Назва походить від арабського слова «джаміла», що означає «краса». Місто отримало таку назву через відносну велику кількість рослинності.
Існують різні варіанти транслітерації назви, такі як Аль-Джумалія, Ліджмілія, Аль-Гуммайла та Аль-Джумайлія.

## Географія

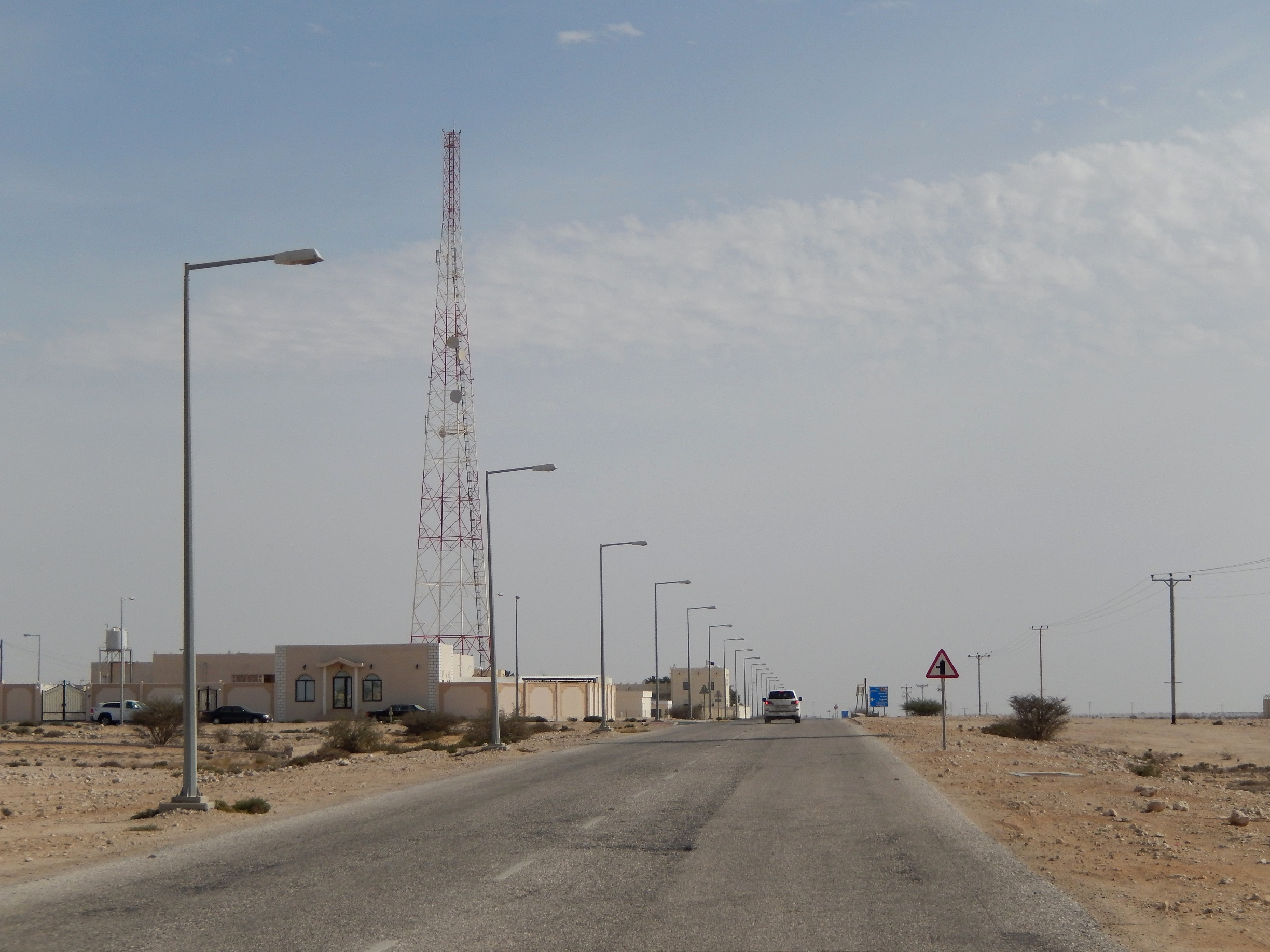
Дорога, яка з'єднує північну та південну частини міста

Ель-Джемаїлія знаходиться на північному заході Катару. Село Ель-Ка'я знаходиться на північному сході.
Місто складається з двох суміжних поселень, які утворилися навколо колодязя Ель-Джемайлія. Транспорт між двома ділянками забезпечується дорогами Аль-Джемайлія та Лебсайєр. Ці дві частини:
- Ель-Джемаїлія Ель Наїм (25°38′06″ пн. ш. 51°04′54″ сх. д. / 25.634878° пн. ш. 51.081674° сх. д.), північна частина, яка була названа на честь племені Наїм.
- Аль Джемайлія Ель Шахван (25°37′12″ пн. ш. 51°04′57″ сх. д. / 25.619924° пн. ш. 51.082517° сх. д.), південна і головна частина, яка була названа на честь племені Шахван.

## Історія
У публікації Джона Гордона Лорімера «Журналіст Перської затоки, Оману та Центральної Аравії» 1908 року він згадує «Джімалію» як кочовий форпост, розташований «16 милях на схід-північний схід від підніжжя Дохат-Файшшаха». Він заявив, що жителі отримували добру воду з мурованої криниці на глибині 18 сажнів.
У рамках ініціативи уряду щодо забезпечення житлом жителів сільської місцевості в 1980 році в Ель-Джемаїлія було побудовано 60 нових будинків.
Аль-Джемаїлія була включена до муніципалітету Аль-Шаханія після того, як муніципалітет був утворений із частин муніципалітету Ель-Раян у 2014 році. За даними Міністерства навколишнього середовища, у 2014 році в межах міста було близько 75 домогосподарств.

## Муніципалітет Ель Джемаїлія

Місцезнаходження колишнього муніципалітету Ель-Джемаілія

У переписі 2004 року, коли Ель-Джемаїлія була муніципалітетом, було зареєстровано, що в нього входили міста Ель-Утурія, Ель-Джемаїлія, Умм-Баб, Ель-Насранія та Духан.
Раніше він межував з такими муніципалітетами:
- Аль Гуварія - на півночі
- Ель-Хаур - на північному сході
- Умм-Салаль - на сході
- Ель-Раян - на південному сході
- Джаріян-аль-Батна - на півдні

У 2004 році муніципалітет Ель-Джемаїлія був об'єднаний з муніципалітетом Ель-Раян.

### Демографія муніципалітету
Населення муніципалітету Ель-Джемайлія:
| Березень 2004 | Березень 1997 | Березень 1986 |
| ------------- | ------------- | ------------- |
| 10,303        | 9,836         | 7,217         |

Згідно з переписом 2004 року, з 10 303 жителів муніципалітету кількість мусульман становила 6 782, християн – 965, а решта 2 566 жителів сповідували інші релігії.

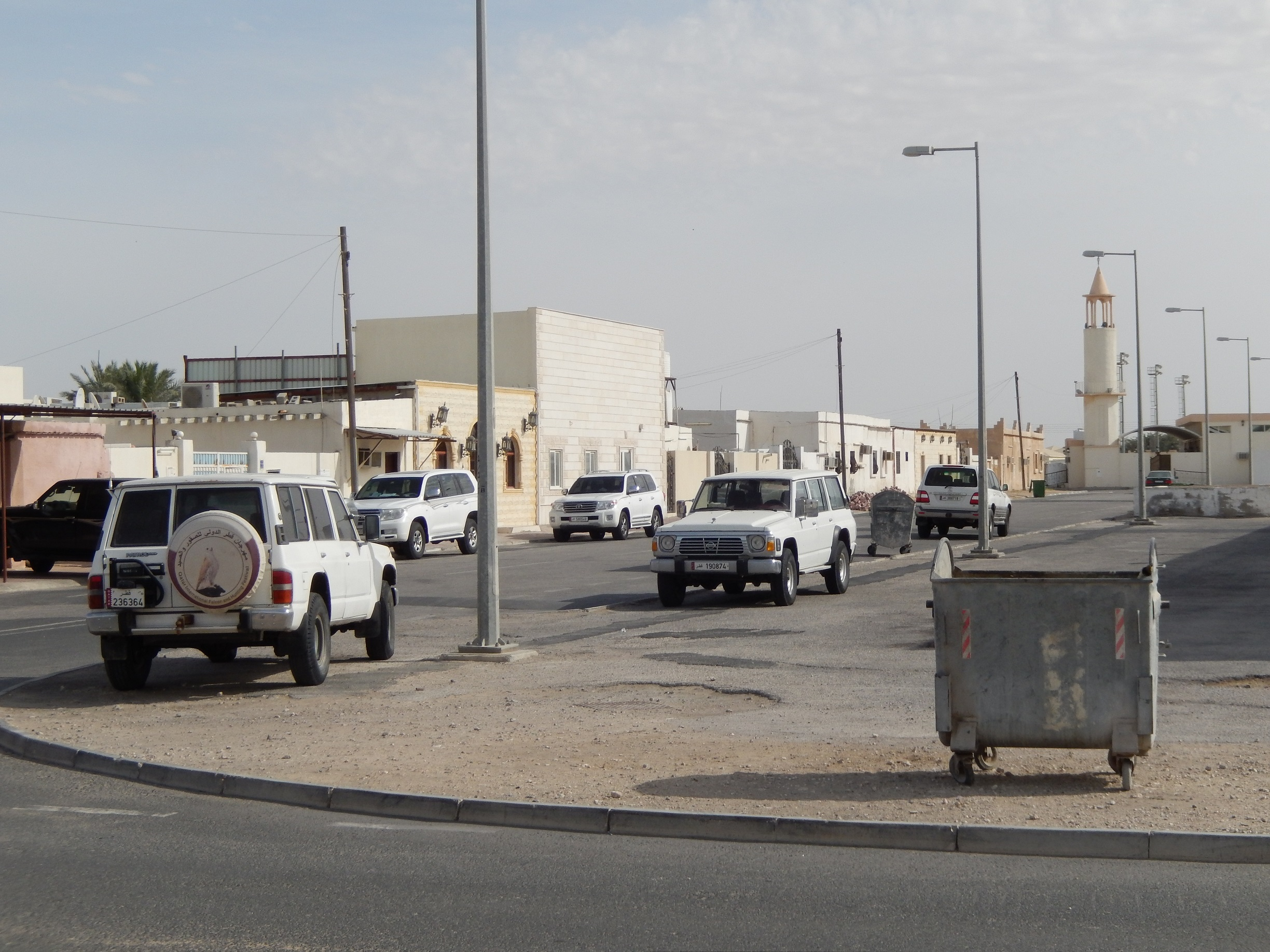
Околиці в Ель-Джемаїлія

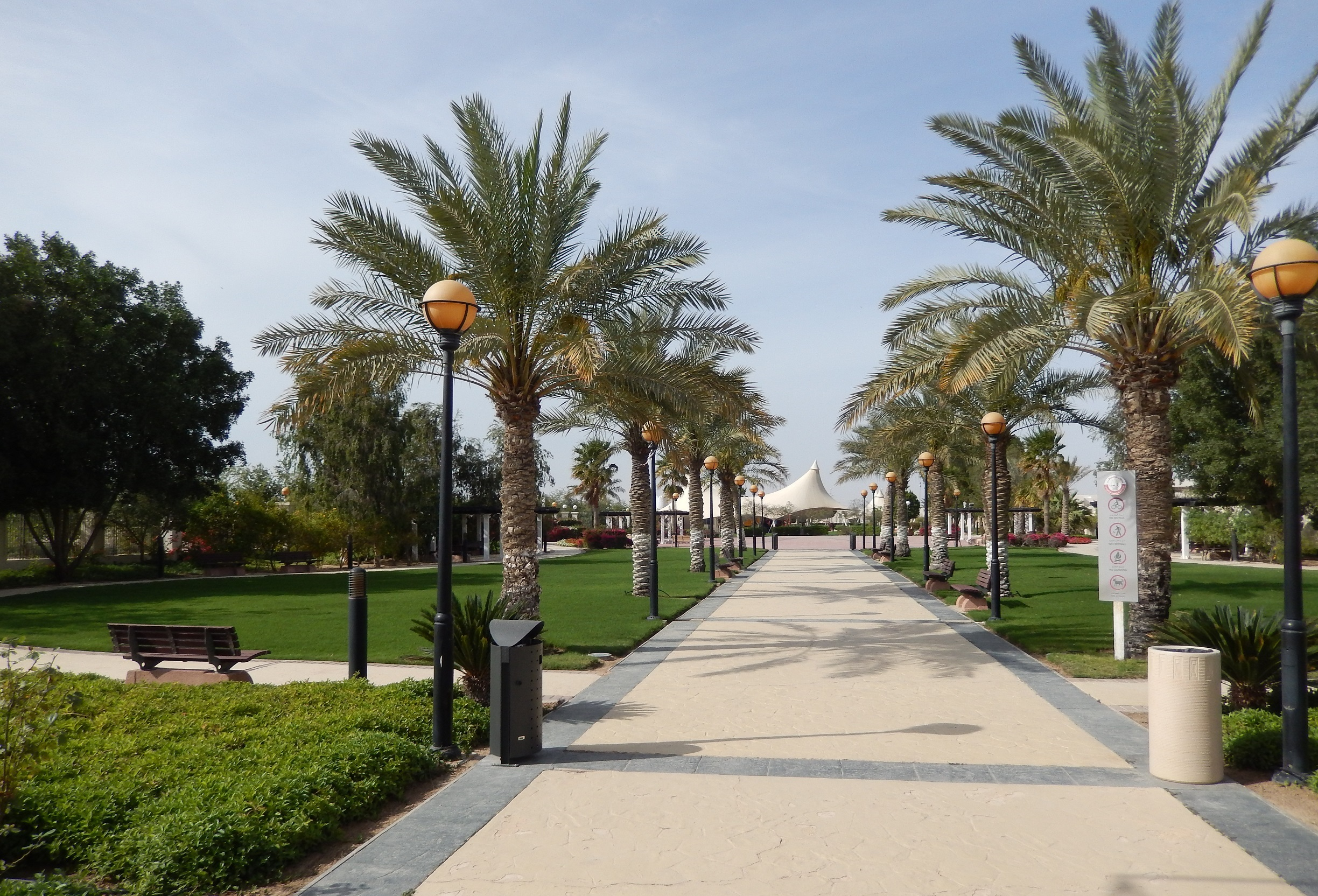
Парк, розташований в центральній частині міста

| Новонароджені за національністю та статтю | Новонароджені за національністю та статтю | Новонароджені за національністю та статтю | Новонароджені за національністю та статтю | Новонароджені за національністю та статтю | Новонароджені за національністю та статтю | Новонароджені за національністю та статтю | Новонароджені за національністю та статтю | Новонароджені за національністю та статтю | Новонароджені за національністю та статтю |
| рік                                       | Катарці                                   | Катарці                                   | Катарці                                   | Не катарці                                | Не катарці                                | Не катарці                                | Всього                                    | Всього                                    | Всього                                    |
| рік                                       | М                                         | Ж                                         | Всього                                    | М                                         | Ж                                         | Всього                                    | М                                         | Ж                                         | Всього                                    |
| ----------------------------------------- | ----------------------------------------- | ----------------------------------------- | ----------------------------------------- | ----------------------------------------- | ----------------------------------------- | ----------------------------------------- | ----------------------------------------- | ----------------------------------------- | ----------------------------------------- |
| 2001 рік                                  | 34                                        | 29                                        | 63                                        | 25                                        | 18                                        | 43                                        | 59                                        | 47                                        | 106                                       |
| 2002 рік                                  | 72                                        | 68                                        | 140                                       | 22                                        | 26                                        | 48                                        | 94                                        | 94                                        | 188                                       |
| 2003 рік                                  | 28                                        | 32                                        | 60                                        | 34                                        | 29                                        | 63                                        | 62                                        | 61                                        | 123                                       |
| 2004 рік                                  | 26                                        | 34                                        | 60                                        | 18                                        | 18                                        | 36                                        | 44                                        | 52                                        | 96                                        |
| 2005 рік                                  | 33                                        | 11                                        | 44                                        | 28                                        | 22                                        | 50                                        | 61                                        | 33                                        | 94                                        |
| 2006 рік                                  | 24                                        | 37                                        | 61                                        | 30                                        | 34                                        | 64                                        | 54                                        | 71                                        | 125                                       |
| 2007 рік                                  | 7                                         | 15                                        | 22                                        | 19                                        | 24                                        | 43                                        | 26                                        | 39                                        | 65                                        |

## Туристичні пам'ятки

### Мечеті
У місті є кілька мечетей середини 20 століття. У результаті масової міграції до столиці Дохи протягом багатьох років більшість мечетей були безлюдними.

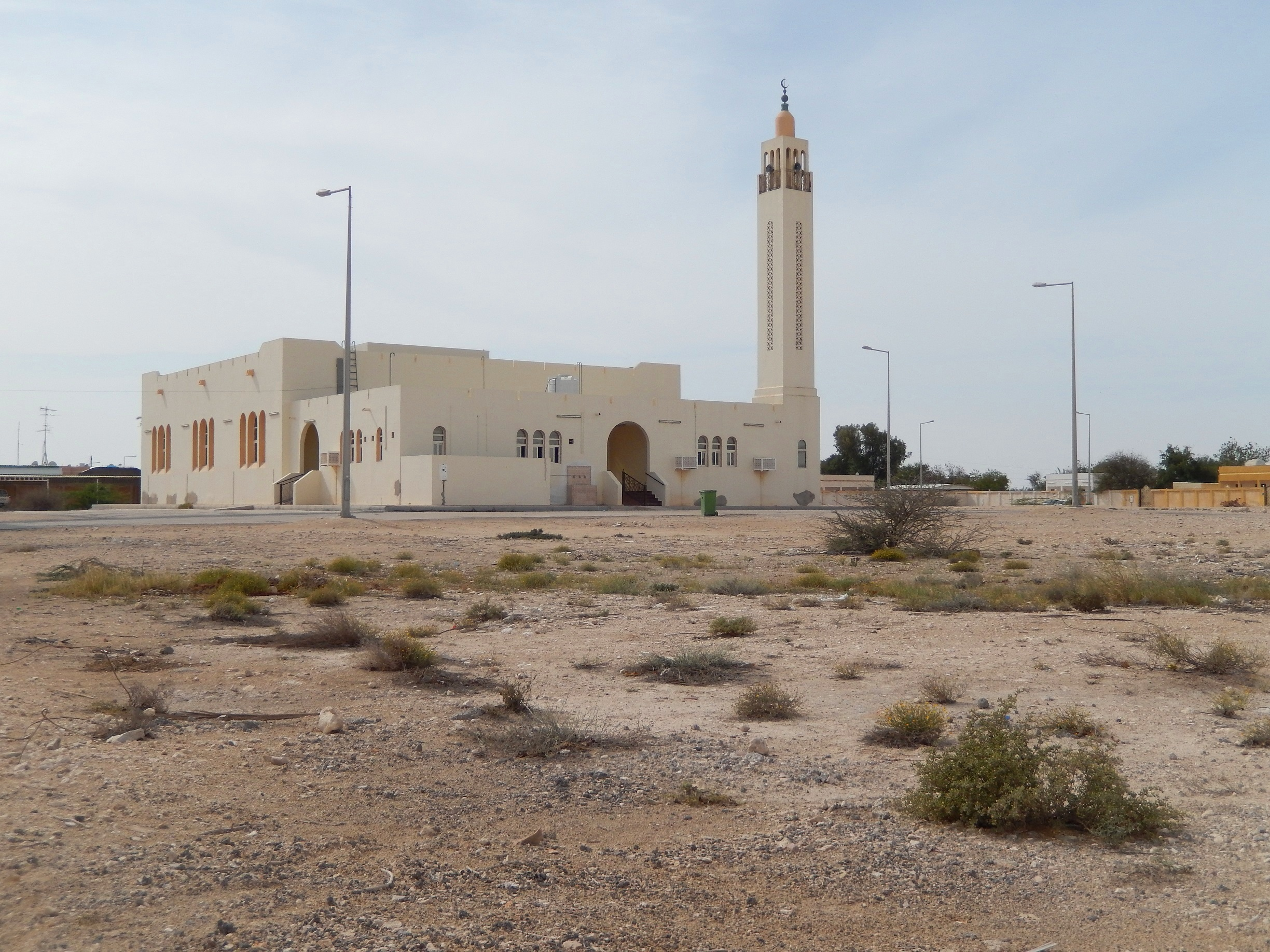
Мечеть в Ель-Джемайлія

Мечеть Бін Духам, зведена в 1942 році. Має два входи з північної та південної сторони відповідно. Мінарет у північно-східній частині лежить на тонкій основі і має бочкоподібну форму. До відкритої молитовної зони можна дістатися чотирма доріжками у дворі, а молитовна зала має три входи, що ведуть із відкритої території. Дах, який покривав молитовні зони, був побудований з використанням плетених очеретяних циновок, покритих сумішшю глини та соломи.

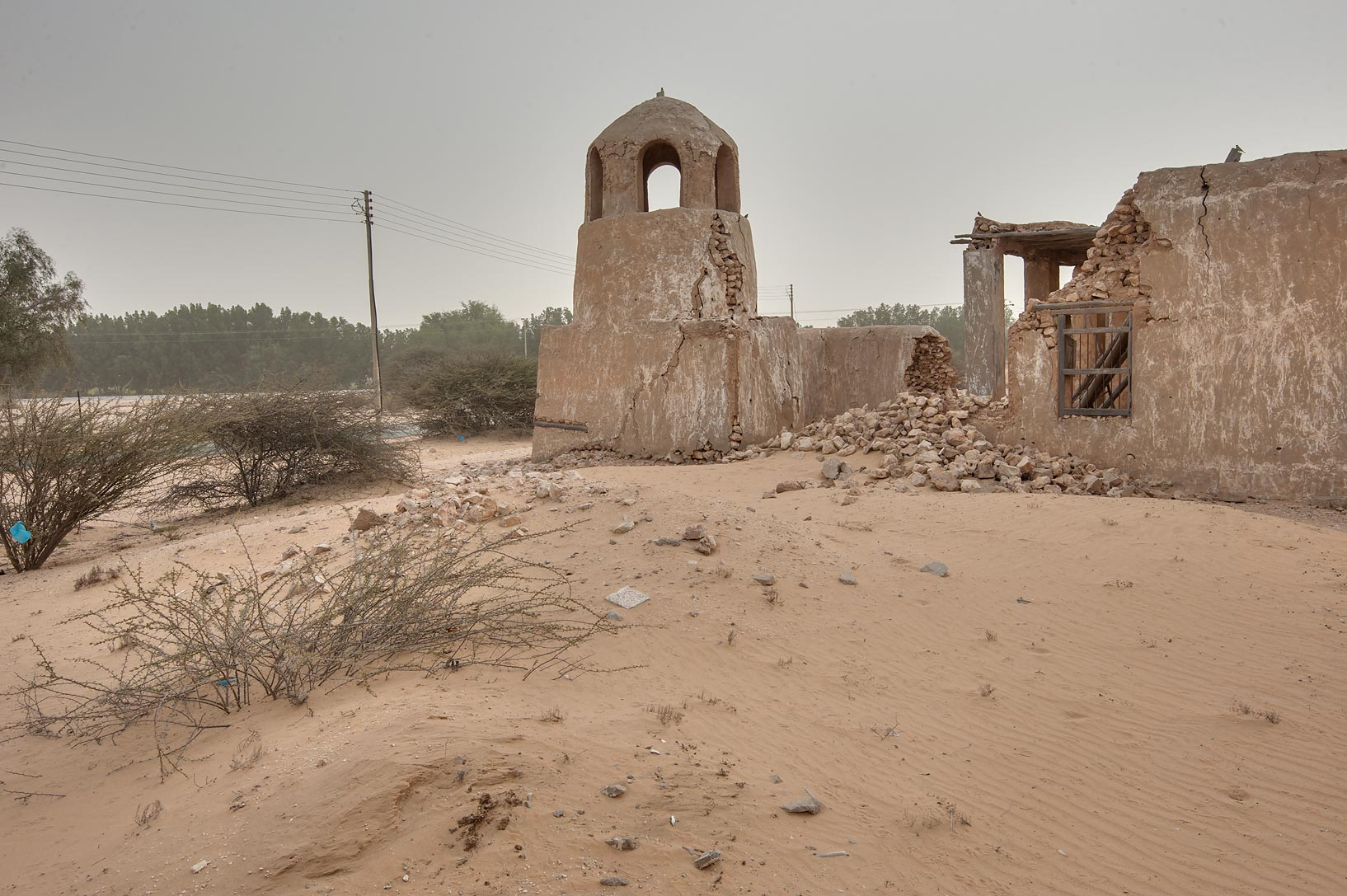
Руїни мечеті в Ель-Джемалії, на околиці ферми Халіл бін Мубарак бін Атік Ель-Мансурі

Ще одна стара мечеть у селі - мечеть Аль-Сувахіт, яка була побудована в 1940 році. Має два входи зі сходу та півдня відповідно. Його мінарет простягається на 7,3 м і розділений на три сегменти майже однакового розміру. До відкритої молитовної зони можна потрапити через п’ять прямокутних доріжок у дворі. Є також критий молитовний зал.
Найстарішою і найменшою мечеттю є мечеть Аль-Амірі. Відкрита в 1939 році. Має південний і північний вхід. Мінарет невеликий і має вузьку основу без орнаменту. Є зовнішня і внутрішня молитовні зони. За свою історію мечеть зазнала низки реконструкцій, у результаті чого її дах був покритий гофрованим металом і бетонними блоками, створеними для відкритої молитовної зони.

## Культура

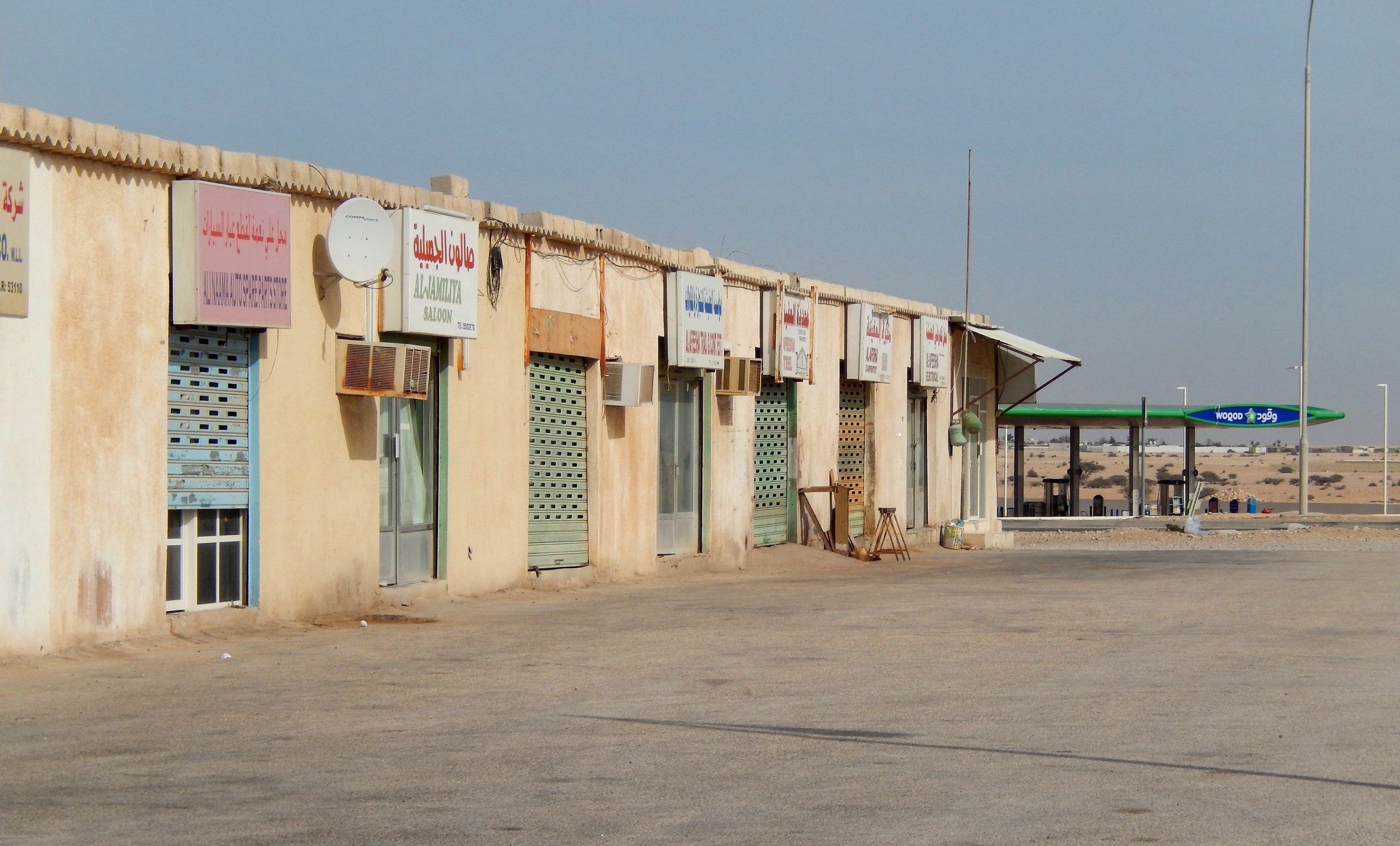
Магазини в Ель-Джемаїлія

Молодіжний центр Ель-Джемаїлія. був відкритий 17 червня 1996 року. Серед заходів, які він організовує, є читання Корану, освітні семінари та лекції, курси з інформаційних технологій та мистецькі заняття, такі як уроки живопису та театральні постановки. Тут є можливість займатися футболом та розташовані спортивні тренажери, а також час від часу організовують і проводять місцеві турніри. Тут також проводяться уроки поезії набаті, також відомої як «бедуїнська поезія».